# Tromboelastografía
La tromboelastografia (TEG) es un método de ensayo que permite determinar la eficiencia de la coagulación de la sangre. Principalmente es utilizada en cirugía y anestesiología, aunque solo unos pocos centros médicos poseen el equipamiento para realizar estos estudios. Entre los ensayos más comunes de coagulación de la sangre se encuentran el tiempo de protrombina (PT,INR) y el Tiempo de tromboplastina parcial activado (aPTT) que permiten medir la función del factor de coagulación, pero la TEG también permite evaluar la función de  plaquetas, la fuerza del coágulo, y la fibrinolisis que los otros procedimientos no pueden medir.
La tromboelastometria (TEM), anteriormente denominada tromboelastografia rotacional (ROTEG), es otra versión de TEG en la cual rota el eje del sensor, en vez de la copa.
Esta técnica fue descrita por primera vez en el año 1948 en Alemania.
A principios del siglo XXI la TEG es utilizada en diferentes procedimientos tales como manejos de coagulopatías, evaluación de pacientes en perioperatorios, anestesia obstétrica, pacientes politraumatizados y pacientes que presentan estados críticos de coagulopatías.

## Procedimiento
Se toma una pequeña muestra de sangre del paciente seleccionado para realizar esta prueba in Vitro. La sangre se coloca en un vial graduado y se gira suavemente seis veces por minuto, para imitar el flujo venoso lento y activar la coagulación. Se usa una sonda de alambre delgado para medir, alrededor de la cual se forma el coágulo. La velocidad y la fuerza de la formación de coágulos se miden de varias maneras, generalmente por computadora. La velocidad a la que se coagula la muestra depende de la actividad del sistema de coagulación del plasma, la función plaquetaria, la fibrinolisis y otros factores que pueden verse afectados por la genética, la enfermedad, el medio ambiente y los medicamentos. Los patrones de cambios en la fuerza y la elasticidad en el coágulo proporcionan información acerca de qué tan bien la sangre puede realizar la hemostasia, y de qué tan bien o mal factores diferentes contribuyen a la formación de coágulos.

### Variables utilizadas para medir las etapas de la coagulación
Tiempo de reacción (R)

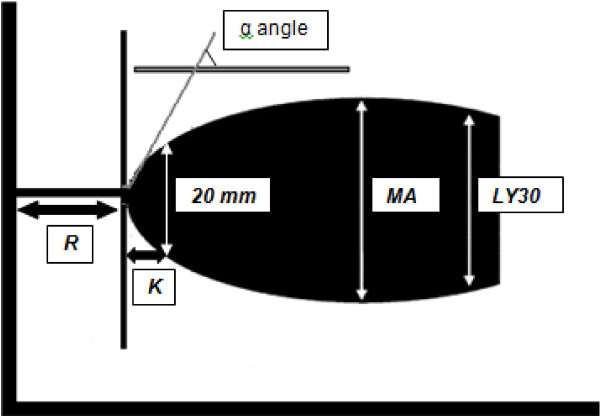
Figura con forma representativa de la onda de una medición normal TEG.

Mide el tiempo que trascurre desde que se coloca la muestra hasta cuando se forman las primeras bandas de fibrina, su valor normal es de 4 a 8 minutos. Sin embargo, puede acortarse en estados de hipercoagulabilidad y puede prolongarse cuando hay deficiencias de factores de la coagulación.
K: Tiempo de coagulación
Mide el tiempo que tarda en formarse el coágulo desde el inicio de la formación de fibrina, hasta que se forma el coágulo estable, su valor normal es de 1 a 4 minutos. Puede estar acortado por un aumento de la función de las plaquetas y se puede prolongar por un déficit en los factores de coagulación, o con el uso de agentes anticoagulantes.
Ángulo alfa
Indica la velocidad a la que se forma el coágulo, su valor normal es entre 47 a 74 grados. Puede aumentarse cuando hay hiperagregabilidad plaquetaria y puede disminuir con el uso de agentes antiaregantes.
MA Amplitud máxima. 
Depende de la interacción entre la fibrina y las plaquetas, mide cuando el coágulo alcanza su fortaleza máxima. El valor normal es de 55 a 73mm.
LY30
Refleja la estabilidad del coágulo después de medir en porcentaje la lisis del coágulo, su valor normal es entre 0 al 8%.
G
Expresa las alteraciones en la firmeza del coágulo
Índice de Coagulación (IC)
Mide el estado de coagulación de un paciente. Su valor normal es entre -3 y 3, cuando es menor significa que hay una disminución en la coagubilidad y si está aumentado indica hipercoagubilidad.

## Escenarios para descartar una muestra
Existen algunas circunstancias en que corresponde descartar la muestra ya que por su condición no garantiza la calidad de los resultados del ensayo:
- Muestra coagulada.

- Muestra en tubo citratado con poca cantidad de sangre. La cantidad de sangre debe ir hasta donde lo indique el tubo para evitar desproporciones entre la concentración de sangre y el citrato.

- Muestra de jeringa con más de 4 minutos de tomada. Es importante que la persona que tome la muestra, la rotule antes y anote la hora exacta en la que fue tomada.

## Ventajas
La tromboelastografía - TEG posee las siguientes ventajas:
- Permite realizar un análisis in Vitro detallado de la relación entre los diferentes componentes de la coagulación (relación entre  plaquetas, fibrinógeno y proteínas de la coagulación).

- Permite mejorar las conductas y tomas de decisión de los médicos anestesiólogos e intensivistas.

- Menor transfusiones de componentes sanguíneos.

- Permite determinar la pertinencia o no de la anestesia regional en pacientes con patología que comprometen el conteo plaquetario, tal como en la hipertensión inducida por el embarazo complicada.

- En el paciente cirrótico la presencia de heparinoides circulantes se podría diagnosticar con esta técnica.

- Durante el período post reperfusion del trasplante hepático se puede evidenciar el efecto heparínico de esta fase y permite otorgar un tratamiento óptimo, oportuno y adecuado.[7]

## Desventajas
- No puede ser utilizada como método de tamizaje en pacientes con trombofilia.

- Valoración de las alteraciones secundarias a la administración de aspirina a bajas dosis no son medibles con la TEG

Sin embargo, el mapeo plaquetario que se realiza con tromboelastografia TEG( mp) si puede detectar el porcentaje de inhibición plaquetairia ya sea con el uso de aspirina , clopidogrel o inhibidores  de la glicoproteia IIb/IIIa.